# Saint-Dos
Saint-Dos (prononcé [sɛ̃ dɔs] ; en béarnais Sendos) est une commune française située dans le département des Pyrénées-Atlantiques, en région Nouvelle-Aquitaine.
Le gentilé est Sendosien.

## Géographie

### Localisation
La commune de Saint-Dos se trouve dans le département des Pyrénées-Atlantiques, en région Nouvelle-Aquitaine.
Elle se situe à 73 km par la route de Pau, préfecture du département, à 52 km d'Oloron-Sainte-Marie, sous-préfecture, et à 27 km d'Orthez, bureau centralisateur du canton d'Orthez et Terres des Gaves et du Sel dont dépend la commune depuis 2015 pour les élections départementales.
La commune fait en outre partie du bassin de vie de Salies-de-Béarn.
Les communes les plus proches sont : 
Auterrive (2,0 km), Carresse-Cassaber (2,3 km), Labastide-Villefranche (2,3 km), Saint-Pé-de-Léren (2,5 km), Castagnède (3,1 km), Escos (3,6 km), Léren (3,7 km), Arancou (4,0 km).
Sur le plan historique et culturel, Saint-Dos fait partie de la province du Béarn, qui fut également un État et qui présente une unité historique et culturelle à laquelle s’oppose une diversité frappante de paysages au relief tourmenté.

### Communes limitrophes
Les communes limitrophes sont  Auterrive, Carresse-Cassaber, Labastide-Villefranche et Saint-Pé-de-Léren.
|                        | Saint-Pé-de-Léren | Carresse-Cassaber |
| Labastide-Villefranche | Saint-Dos         |                   |
|                        |                   | Auterrive         |

### Hydrographie

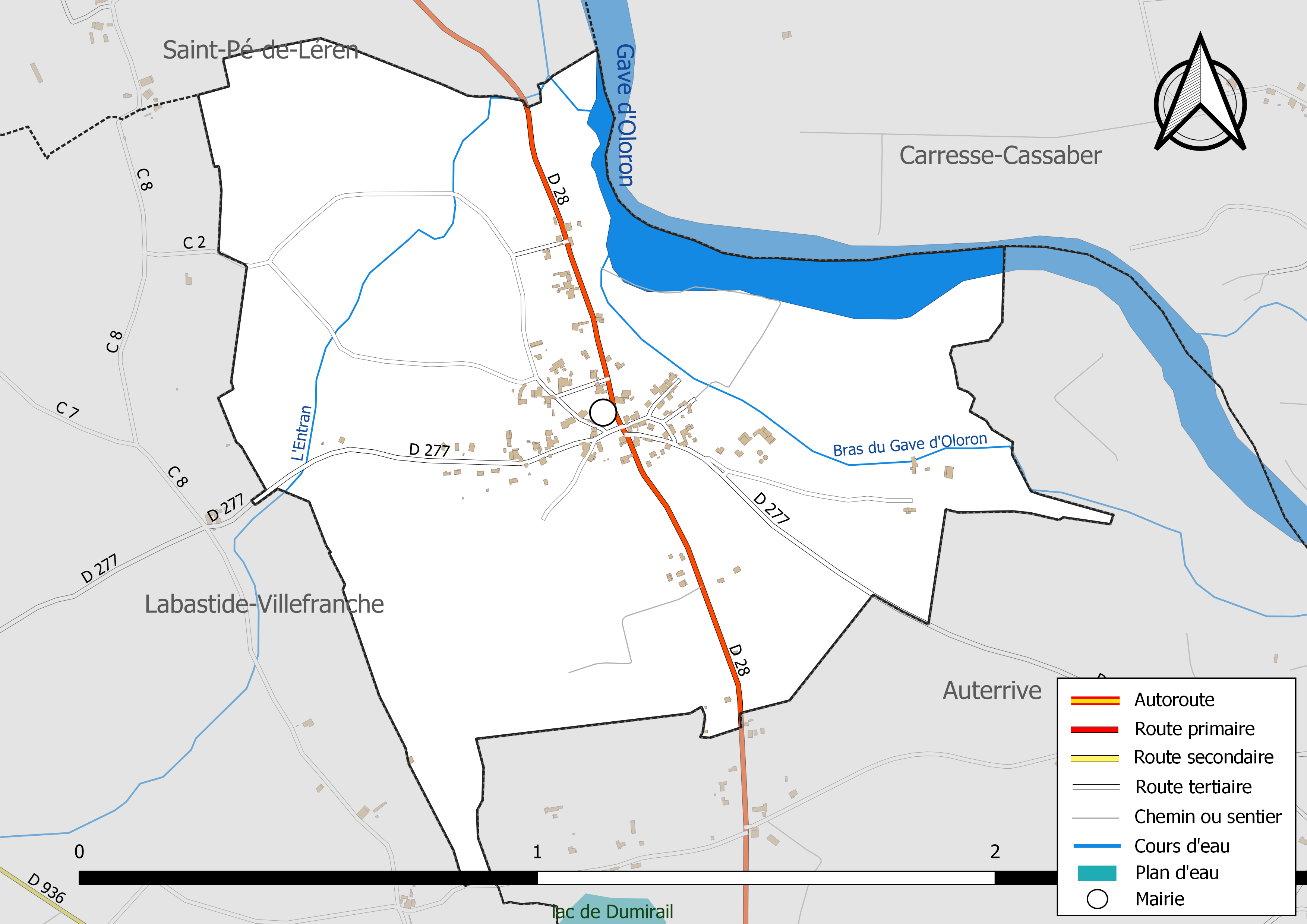
Réseaux hydrographique et routier de Saint-Dos.

La commune est drainée par le gave d'Oloron, un bras du gave d'Oloron, un bras du gave d'Oloron, L'Entran, et par divers petits cours d'eau, constituant un réseau hydrographique de 3 km de longueur totale,.
Le gave d'Oloron, d'une longueur totale de 148,8 km, prend sa source dans la commune de Laruns et s'écoule vers le nord-ouest. Il traverse la commune et se jette dans le gave de Pau à Sorde-l'Abbaye, après avoir traversé 64 communes.

### Climat
Pour des articles plus généraux, voir Climat de la Nouvelle-Aquitaine et Climat des Pyrénées-Atlantiques.
Historiquement, la commune est exposée à un micro climat océanique basque.  
En 2020, Météo-France publie une typologie des climats de la France métropolitaine dans laquelle la commune est exposée à un climat de montagne et est dans la région climatique Pyrénées atlantiques, caractérisée par une pluviométrie élevée (>1 200 mm/an) en toutes saisons, des hivers très doux (7,5 °C en plaine) et des vents faibles.
Pour la période 1971-2000, la température annuelle moyenne est de 13,9 °C, avec une amplitude thermique annuelle de 13,9 °C. Le cumul annuel moyen de précipitations est de 1 326 mm, avec 12,7 jours de précipitations en janvier et 8,1 jours en juillet. Pour la période 1991-2020, la température moyenne annuelle observée sur la station météorologique la plus proche, située sur la commune de Bidache à 10 km à vol d'oiseau, est de 14,5 °C et le cumul annuel moyen de précipitations est de 1 455,6 mm,. Pour l'avenir, les paramètres climatiques de la commune estimés pour 2050 selon différents scénarios d’émission de gaz à effet de serre sont consultables sur un site dédié publié par Météo-France en novembre 2022.

### Milieux naturels et biodiversité

#### Réseau Natura 2000
Le réseau Natura 2000 est un réseau écologique européen de sites naturels d'intérêt écologique élaboré à partir des Directives « Habitats » et « Oiseaux », constitué de zones spéciales de conservation (ZSC) et de zones de protection spéciale (ZPS).
Un site Natura 2000 a été défini sur la commune au titre de la « directive Habitats » : « le gave d'Oloron (cours d'eau) et marais de Labastide-Villefranche », d'une superficie de 2 547 ha, une rivière à saumon et écrevisse à pattes blanches,.

#### Zones naturelles d'intérêt écologique, faunistique et floristique
L’inventaire des zones naturelles d'intérêt écologique, faunistique et floristique (ZNIEFF) a pour objectif de réaliser une couverture des zones les plus intéressantes sur le plan écologique, essentiellement dans la perspective d’améliorer la connaissance du patrimoine naturel national et de fournir aux différents décideurs un outil d’aide à la prise en compte de l’environnement dans l’aménagement du territoire.
Une ZNIEFF de type 1 est recensée sur la commune, : 
les « lacs et marécages de Labastide-Villefranche » (109,89 ha), couvrant 3 communes du département et une ZNIEFF de type 2,, : 
le « réseau hydrographique du gave d'Oloron et de ses affluents » (6 885,32 ha), couvrant 114 communes dont 2 dans les Landes et 112 dans les Pyrénées-Atlantiques.

## Urbanisme

### Typologie
Au 1er janvier 2024, Saint-Dos est catégorisée commune rurale à habitat dispersé, selon la nouvelle grille communale de densité à sept niveaux définie par l'Insee en 2022.
Elle est située hors unité urbaine et hors attraction des villes,.

### Occupation des sols

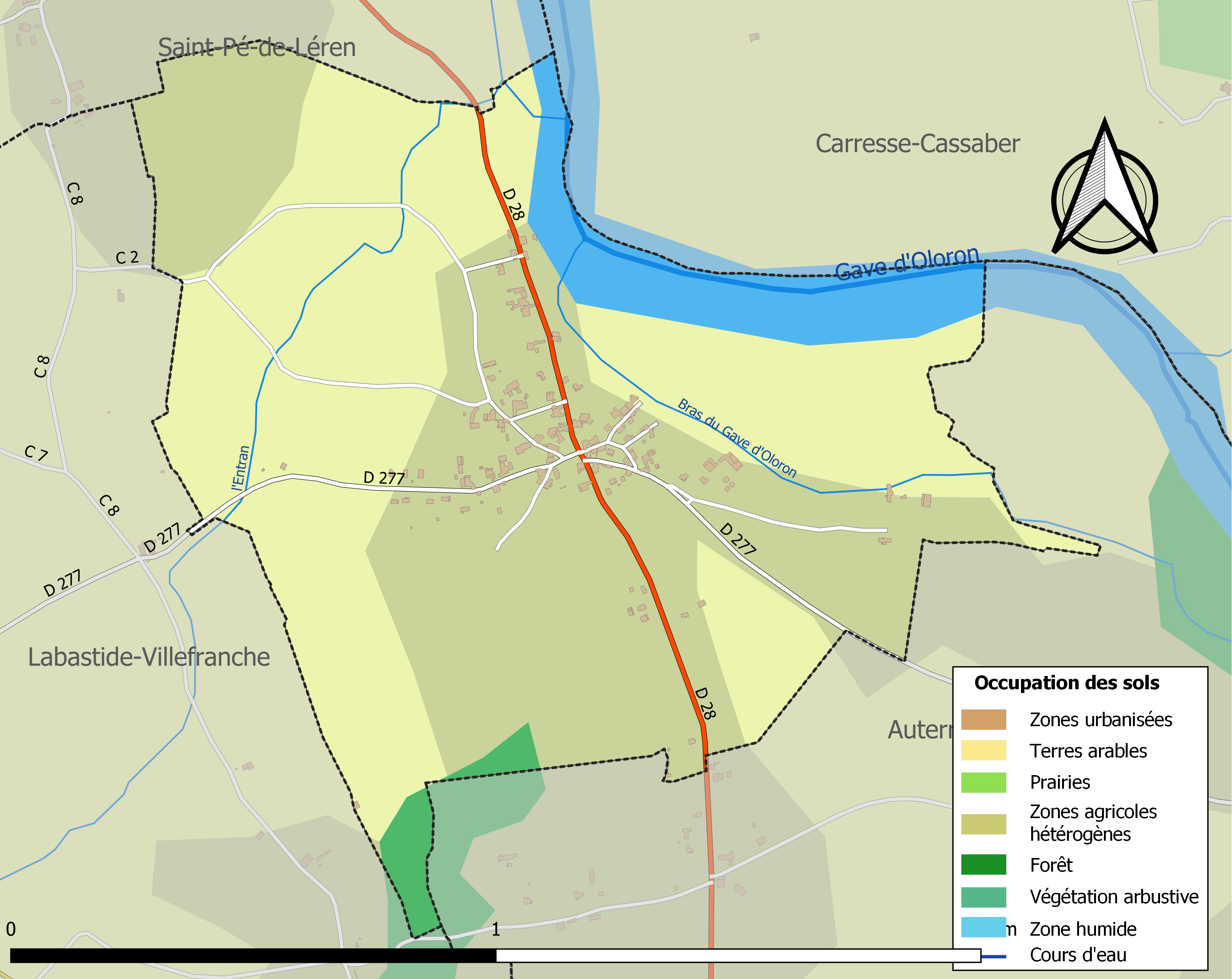
Carte des infrastructures et de l'occupation des sols de la commune en 2018 (CLC).

L'occupation des sols de la commune, telle qu'elle ressort de la base de données européenne d’occupation biophysique des sols Corine Land Cover (CLC), est marquée par l'importance des territoires agricoles (91,1 % en 2018), une proportion identique à celle de 1990 (91,1 %). La répartition détaillée en 2018 est la suivante : 
terres arables (47,1 %), zones agricoles hétérogènes (43,9 %), eaux continentales (7,3 %), forêts (1,6 %). L'évolution de l’occupation des sols de la commune et de ses infrastructures peut être observée sur les différentes représentations cartographiques du territoire : la carte de Cassini (XVIIIe siècle), la carte d'état-major (1820-1866) et les cartes ou photos aériennes de l'IGN pour la période actuelle (1950 à aujourd'hui).

### Voies de communication et transports
La commune est desservie par les routes départementales 28 et 277.

### Risques majeurs
Le territoire de la commune de Saint-Dos est vulnérable à différents aléas naturels : météorologiques (tempête, orage, neige, grand froid, canicule ou sécheresse), inondations et séisme (sismicité modérée). Un site publié par le BRGM permet d'évaluer simplement et rapidement les risques d'un bien localisé soit par son adresse soit par le numéro de sa parcelle.
Certaines parties du territoire communal sont susceptibles d’être affectées par le risque d’inondation par une crue à  débordement lent de cours d'eau, notamment le gave d'Oloron. La commune a été reconnue en état de catastrophe naturelle au titre des dommages causés par les inondations et coulées de boue survenues en 1982, 1983, 2009, 2014, 2018 et 2021,.

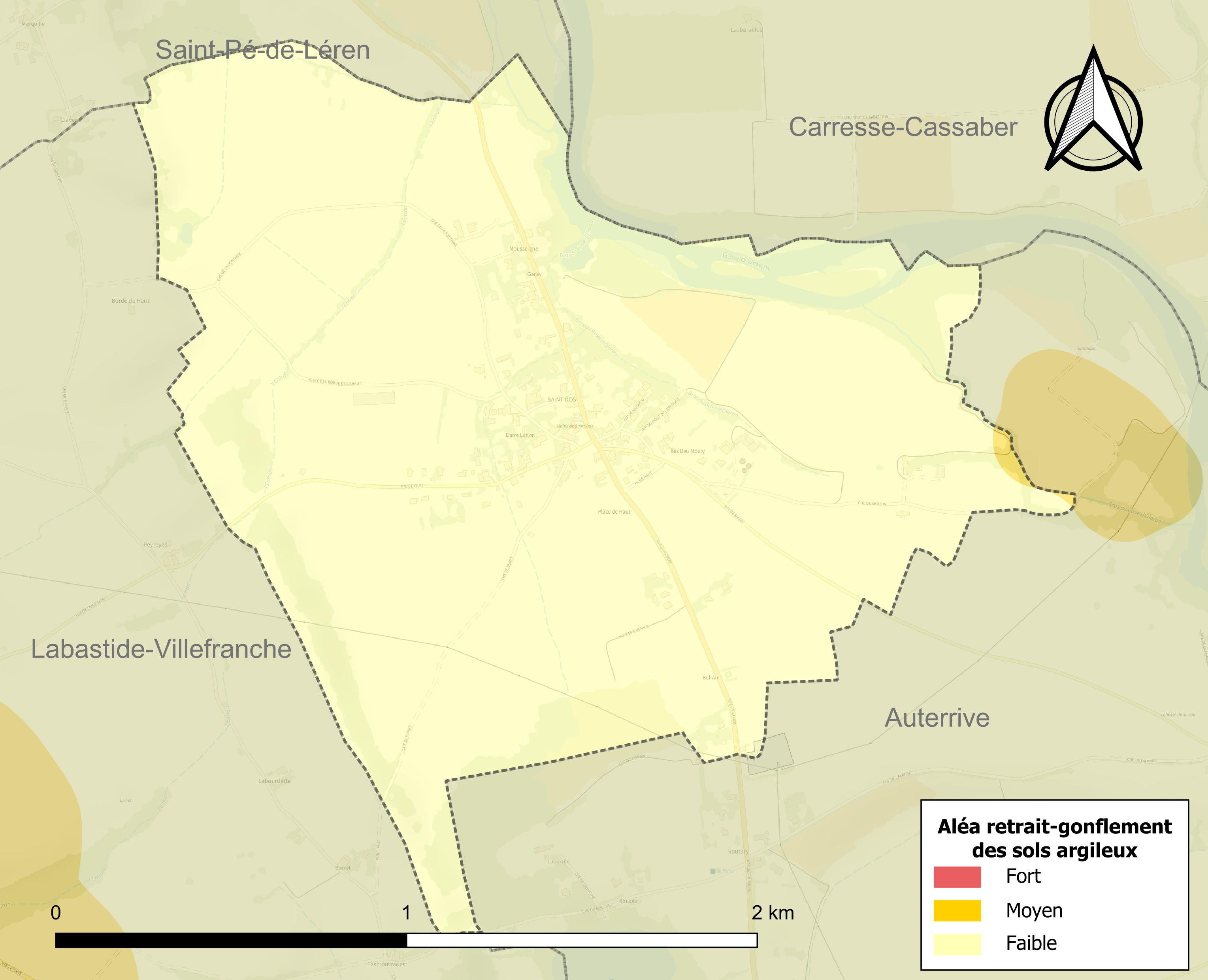
Carte des zones d'aléa retrait-gonflement des sols argileux de Saint-Dos.

Le retrait-gonflement des sols argileux est susceptible d'engendrer des dommages importants aux bâtiments en cas d’alternance de périodes de sécheresse et de pluie. 0,3 % de la superficie communale est en aléa moyen ou fort (59 % au niveau départemental et 48,5 % au niveau national). Depuis le 1er octobre 2020, en application de la loi ELAN, différentes contraintes s'imposent aux vendeurs, maîtres d'ouvrages ou constructeurs de biens situés dans une zone classée en aléa moyen ou fort,.

## Toponymie

### Attestations anciennes
Le toponyme Saint-Dos est une mauvaise interprétation par l'administration française du nom gascon Sendòs qui apparaît sous les formes Sendos-Juson, Sendos-Suson et Sancta-Maria de Sendos (respectivement 1120 pour les deux premières formes, et XIIe siècle, cartulaire de Sorde), Scendos (1151), Nostre-Done de Sendos (1442, notaires de Labastide-Villefranche), Sandoos, Sandos de la juridiction de France et Saint-Doz (respectivement 1538 pour les deux premières formes, et 1675, réformation de Béarn).

### Nom béarnais
Son nom béarnais est Sendos.

## Histoire
Paul Raymond note qu'en 1385, Saint-Dos comptait dix feux et dépendait du bailliage de Mu.
Comme nombre de villages de la vallée du gave d'Oloron, Saint-Dos à des origines gallo-romaines. Les origines du village seraient attribuables à un officier romain du nom de Sintus, qui reçut des terres à la fin de la conquête romaine.
L'originalité de Saint-Dos (Sendos) est que le village était situé de part et d'autre de la frontière Béarn/Gascogne depuis 1292. Sous l'Ancien Régime, la paroisse élisait d'ailleurs des jurats béarnais et des « députés » gascons.
En 1660, les habitants se rebellèrent contre la gabelle et plusieurs d'entre eux furent pendus sur la place du village. Les marais des « barthes de Branlès » furent asséchés en 1863 avec des aides de Napoléon III.

## Politique et administration

### Situation administrative
Saint-Dos a fait partie de l'arrondissement de Pau jusqu'au 30 décembre 2016. À cette date, elle appartient désormais à celui d'Oloron-Sainte-Marie.

### Liste des maires
| Période                                  | Période    | Identité           | Étiquette | Qualité |
| ---------------------------------------- | ---------- | ------------------ | --------- | ------- |
| Les données manquantes sont à compléter. |            |                    |           |         |
| juin 1995                                | mars 2001  | Marcel Lafourcade  |           |         |
| mars 2001                                | avril 2012 | Robert Claverie    |           |         |
| juin 2012                                | mai 2020   | Jean-Pierre Carrau |           |         |
| mai 2020                                 | En cours   | Alexandre Cassou   |           |         |

### Intercommunalité
Saint-Dos fait partie de sept structures intercommunales :
- la Communauté de communes du Béarn des Gaves ;
- le SIGOM ;
- le SIVU des cinq villages ;
- le SIVU pour le regroupement pédagogique des communes de Léren, Saint-Pé-de-Léren, Saint-Dos et Auterrive ;
- le syndicat d'énergie des Pyrénées-Atlantiques ;
- le syndicat intercommunal d'alimentation en eau potable du Saleys et des gaves ;
- le syndicat intercommunal des gaves et du Saleys.

La commune accueille le siège du SIVU pour le regroupement pédagogique des communes de Léren, Saint-Pé-de-Léren, Saint-Dos et Auterrive.

## Population et société

### Démographie
L'évolution du nombre d'habitants est connue à travers les recensements de la population effectués dans la commune depuis 1793. Pour les communes de moins de 10 000 habitants, une enquête de recensement portant sur toute la population est réalisée tous les cinq ans, les populations de référence des années intermédiaires étant quant à elles estimées par interpolation ou extrapolation. Pour la commune, le premier recensement exhaustif entrant dans le cadre du nouveau dispositif a été réalisé en 2007.

En 2022, la commune comptait 159 habitants, en stagnation par rapport à 2016 (Pyrénées-Atlantiques : +3,78 %, France hors Mayotte : +2,11 %).
| 1793 | 1800 | 1806 | 1821 | 1831 | 1836 | 1841 | 1846 | 1851 |
| ---- | ---- | ---- | ---- | ---- | ---- | ---- | ---- | ---- |
| 271  | 278  | 292  | 302  | 297  | 294  | 294  | 296  | 275  |

| 1856 | 1861 | 1866 | 1872 | 1876 | 1881 | 1886 | 1891 | 1896 |
| ---- | ---- | ---- | ---- | ---- | ---- | ---- | ---- | ---- |
| 284  | 275  | 285  | 274  | 280  | 271  | 266  | 252  | 250  |

| 1901 | 1906 | 1911 | 1921 | 1926 | 1931 | 1936 | 1946 | 1954 |
| ---- | ---- | ---- | ---- | ---- | ---- | ---- | ---- | ---- |
| 265  | 245  | 228  | 202  | 184  | 193  | 211  | 212  | 201  |

| 1962 | 1968 | 1975 | 1982 | 1990 | 1999 | 2006 | 2007 | 2012 |
| ---- | ---- | ---- | ---- | ---- | ---- | ---- | ---- | ---- |
| 190  | 180  | 154  | 139  | 141  | 140  | 127  | 125  | 149  |

| 2017 | 2022 | - | - | - | - | - | - | - |
| ---- | ---- | - | - | - | - | - | - | - |
| 160  | 159  | - | - | - | - | - | - | - |

## Économie
La commune fait partie de la zone d'appellation de l'ossau-iraty.

## Culture locale et patrimoine
Les fêtes du village ont lieu chaque année le troisième weekend d'août et donnent lieu à des bandas, jeux béarnais, dîner champêtre et soirées dansantes.

### Patrimoine civil
Le château des comtes de Béarn Sendos (Sintos) à l'architecture civile du XVIe siècle, a remplacé une motte féodale dont « Le Basque gentil », héros local, fut seigneur. Le château primitif se trouvait à la jonction entre les terres du roi d'Angleterre et celles du vicomte du Béarn durant la guerre de cent ans. Pillé en 1793, il fut restauré par le baron de Crouseilhes qui y venait parfois. Occupé par les autorités allemandes de 1940 à fin 1942, puis par des métayers, il est aujourd'hui transformé en remise agricole mais décèle encore de très beaux éléments d'architecture Renaissance.
Le château Mousseigne est une gentilhommière de la fin du XVIIe siècle qui porte le nom de la famille qui l'a construite. On y recense un Jean Mousseigne de Sendos en 1700. Les Mousseigne, grands propriétaires terriens, devaient leur fortune surtout au commerce maritime. Au XVIIe siècle, ils commerçaient au-delà des mers et avaient d'importants actifs aux Indes, à l'île Maurice et à Saint-Domingue.
Le moulin seigneurial fut construit en 1736, et est aujourd'hui au milieu des terres. Le canal de dérivation a été comblé en 1951. Le moulin seigneurial précédent a été détruit lors de la grande crue de 1732. Un crime y a été commis au début du XXe siècle.

### Patrimoine religieux
L'église actuelle dite de l'Assomption-de-la-Bienheureuse-Vierge-Marie date du XIXe siècle, remplaçant un édifice fort ancien emporté par une crue du gave à la fin du XVIIIe siècle. Elle a été financée en partie par le baron Marie Jean Pierre Pie Frédéric Dombidau de Crouseilhes, ministre de l'Instruction publique et des Cultes de la Deuxième république, et propriétaire du château de Saint-Dos. Il fut pair de France en 1845 et sénateur sous Napoléon III.
La chapelle d'Ordios, bien que dépendant aujourd'hui de Labastide-Villefranche, fut construite en 1150 sur ordre du curé de Saint-Dos de l'époque[réf. nécessaire].

## Équipements
Enseignement
Saint-Dos dispose d'une école primaire.

## Personnalités liées à la commune
Le baron Frédéric Dombidau de Crouseilhes qui, bien que né à Oloron en 1792 et décédé à Paris en 1861, a habité longtemps le château de Saint-Dos qu'il tenait de sa mère et de sa grand-mère. Le baron de Crouseilhes est célèbre pour avoir fait cesser les châtiments corporels à l'école quand il était ministre de l'Instruction publique de la Deuxième république en 1851.[réf. nécessaire] Prosper Mérimée a raconté les circonstances de sa mort in Lettre de Prosper Mérimée à la comtesse de Montijo - Mercure de France.